# جمال بواطنة
جمال محمد أحمد بواطنة فلسطيني شغل منصب وزير وزارة الأوقاف الشؤون الدينية الفلسطينية ضمن حكومة سلام فياض الأولى بين عامي 2007–2009.